# یواس‌اس آستوریا (سی‌ال-۹۰)
یواس‌اس آستوریا (سی‌ال-۹۰) (به انگلیسی: USS Astoria (CL-90)) یک کشتی بود که طول آن ۶۱۰ فوت ۱ اینچ (۱۸۵٫۹۵ متر) بود. این کشتی در سال ۱۹۴۳ ساخته شد.